# ヨーロッパの言語

ヨーロッパで使われる言語を色分けした図（英語）

ヨーロッパの言語（ヨーロッパのげんご）は、大多数がインド・ヨーロッパ語族（印欧語）に属している。2018年現在、ヨーロッパの総人口は7億4,400万人となっているが、その中の約 94% がインド・ヨーロッパ語を母語としている。このインド・ヨーロッパ語のうち3大語族とされるのがロマンス諸語、ゲルマン語派およびスラブ語派で、これら言語話者の総人口は2億人に及ぶ。この数はヨーロッパ人口の90% に近い。また、ヨーロッパ圏内で話されるインド・ヨーロッパ諸語の中でも少数派となる語族には、ギリシャ語（約1,300万）、バルト語 (約700万)、アルバニア語 (約500万)、ケルト語 (約400万)、アルメニア語 (約400万) およびインド・アーリア語群 (ロマ語 約150万) がある。
インド・ヨーロッパ諸語以外を母語とするヨーロッパ人は約4,500万人いるが、そのほとんどがウラル語族またはチュルク語族のいずれかに属する言語を話している。これ以外の少数派 (バスク語、セム語およびコーカサスの各種言語等) は、ヨーロッパ人口の1%に満たない。アフリカ言語やアジア言語といった言語話者がかなりの規模で移民として加わり総人口の約4%を占めているが、その中で話者人口が最大なのがアラビア語である。
なお現在、ロシア語、フランス語、イタリア語、ドイツ語および英語の5つの言語話者でヨーロッパ人口の5,000万人以上を占めている。この中で、ロシア語を母語とするヨーロッパ人の数が最大だが、英語については、第二言語または外国語として使用する2億人の話者を含めると、英語話者の総人口が最大になる。(「ヨーロッパにおける英語」を参照)

## インド・ヨーロッパ語族
インド・ヨーロッパ語族は数千年前に使われていたとされるインド・ヨーロッパ祖語から来歴しているとされる。インド・ヨーロッパ祖語から派生した各言語は約4,000年前の欧州青銅器時代（鐘状ビーカー文化）に拡がったと考えられる。

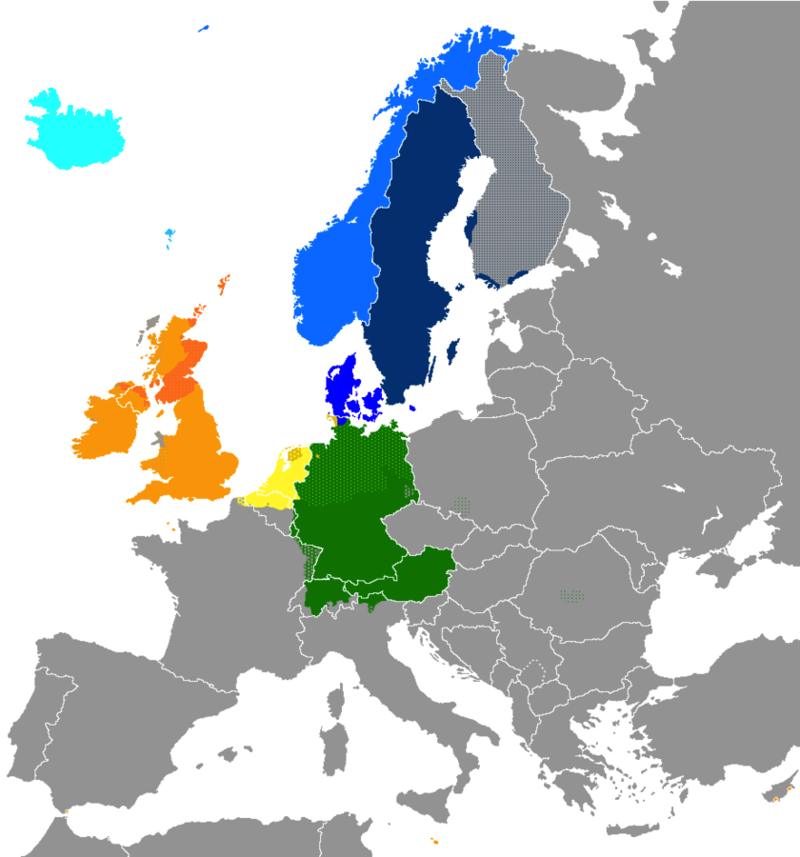
今日の欧州におけるゲルマン語派の分布:
北ゲルマン語群
アイスランド語
フェロー語
ノルウェー語
デンマーク語
西ゲルマン語群
スコットランド語
英語
フリジア語
オランダ語
低地ドイツ語
ドイツ語
点で表示されているのが多言語が一般的である地域

### ゲルマン語派
ゲルマン語派は西欧、北欧、中央における主流言語である。ゲルマン語派のネイティブの話者は推定2.1億人で、主なものはドイツ語（約9,500万人）、英語（約7,000万人）、オランダ語（約2,400万人）、スウェーデン語（約1,000万人）、デンマーク語（約600万人）、ノルウェー語（約500万人）である。
下位の分類として、西ゲルマン語群、北ゲルマン語群、東ゲルマン語群に分かれる。東ゲルマン語群は死語となったが、唯一ゴート語のみは写本（コデックス）として言語学的資料が残っている。西ゲルマン語群はアングロ・フリジア語群（英語など）、低地ドイツ語、低地フランク語（オランダ語など）、高地ドイツ語（標準ドイツ語など）にさらに分類される。

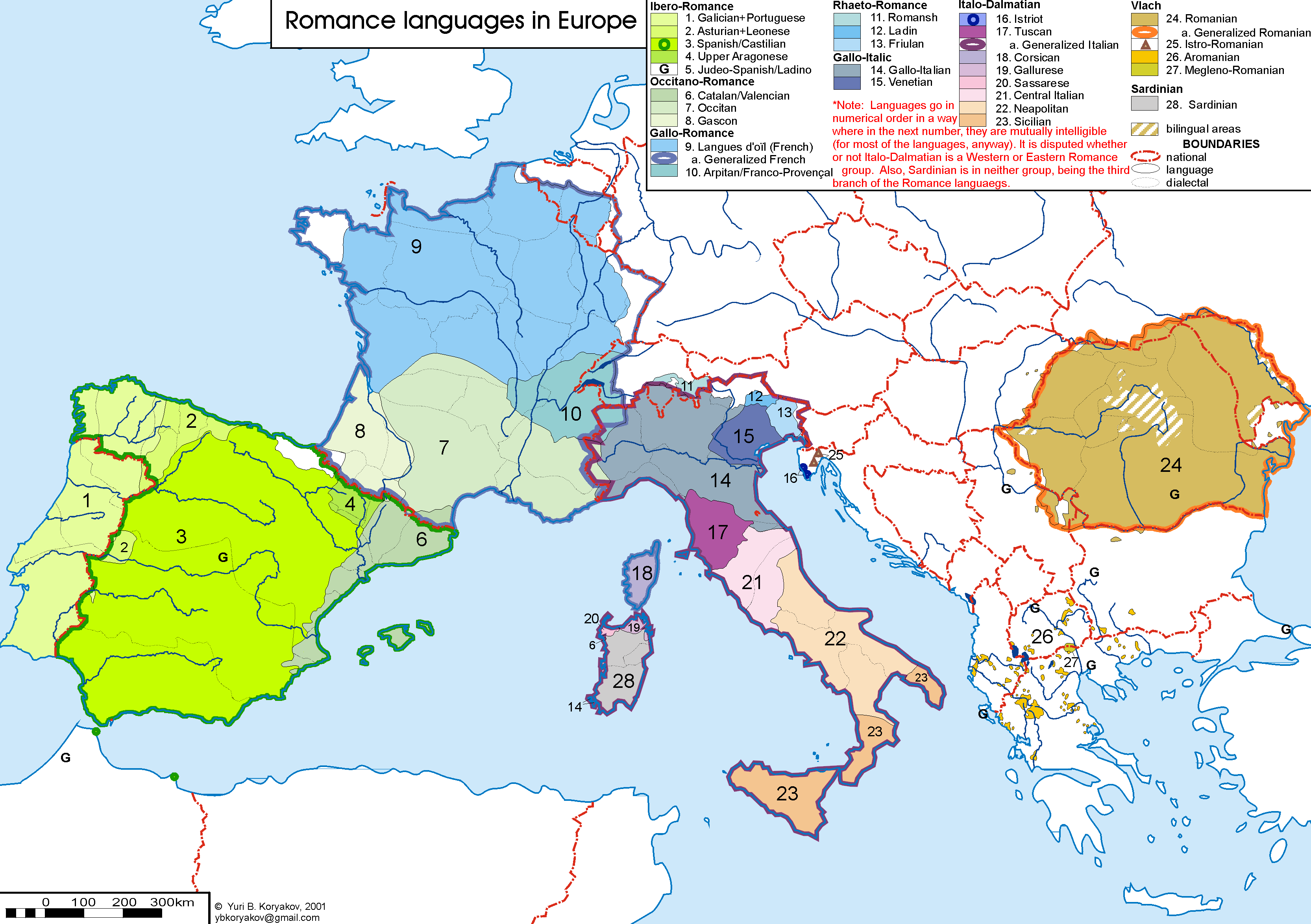
20世紀におけるロマンス諸語

### ロマンス諸語
ロマンス諸語は主に南欧、西欧に拡がっている。ネイティブ話者が推定2.15億人で、主なものはフランス語（約7,200万人）、イタリア語（約6,500万人）、スペイン語（約4,000万人）、ルーマニア語（約2,400万人）、ポルトガル語（約1,000万人）、カタルーニャ語（約700万人）、シチリア語（約500万人）、ヴェネト語（約400万人）、ガリシア語（約200万人）、サルデーニャ語（約100万人）、オック語（約50万人）である。
下位の分類として、ロマンス諸語はイタロ・西ロマンス語、東ロマンス語、サルデーニャ語に分かれる。ロマンス諸語地域は「ラテン・ヨーロッパ」と呼ばれることもある。イタロ・西ロマンス語はさらにイタロ・ダルマチア語と西ロマンス語に分類される。

スラブ語地域の国勢地図:
西スラヴ語群
東スラヴ語群
南スラヴ語群

### スラヴ語派
スラヴ語派は南欧、中欧、東欧に拡がっている。ネイティブ話者が推定2.5億人で、主なものはロシア語（ヨーロッパロシアで1.1億人）、ポーランド語（約4,500万人）、ウクライナ語（約4,000万人）、セルビア・クロアチア語（約2,100万人）、チェコ語（約1,100万人）、ブルガリア語（約900万人）、スロヴァキア語（約500万人）、ベラルーシ語（約300万人）、スロベニア語（約300万人）、マケドニア語（約200万人）である。
下位の分類として、西スラヴ語群、東スラヴ語群、南スラヴ語群に分類される。

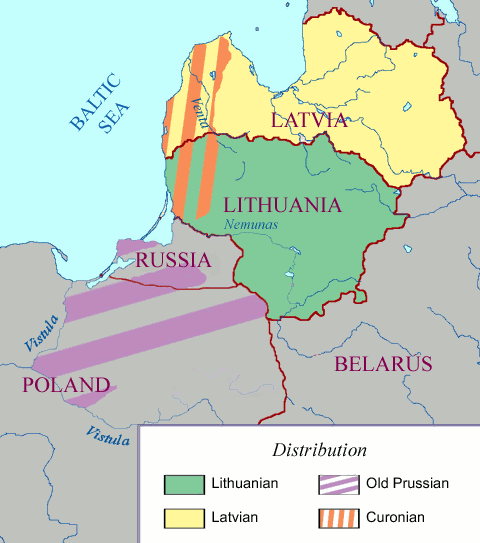
バルト語派のバルト海地域における歴史的分布

### その他
- ギリシャ語
- バルト語派
- アルバニア語
- アルメニア語
- ケルト語派
- インド・アーリア語群（欧州全土でのロマ語など）、イラン語群（北コーカサス地域のオセット語など）

## 非インド・ヨーロッパ語族

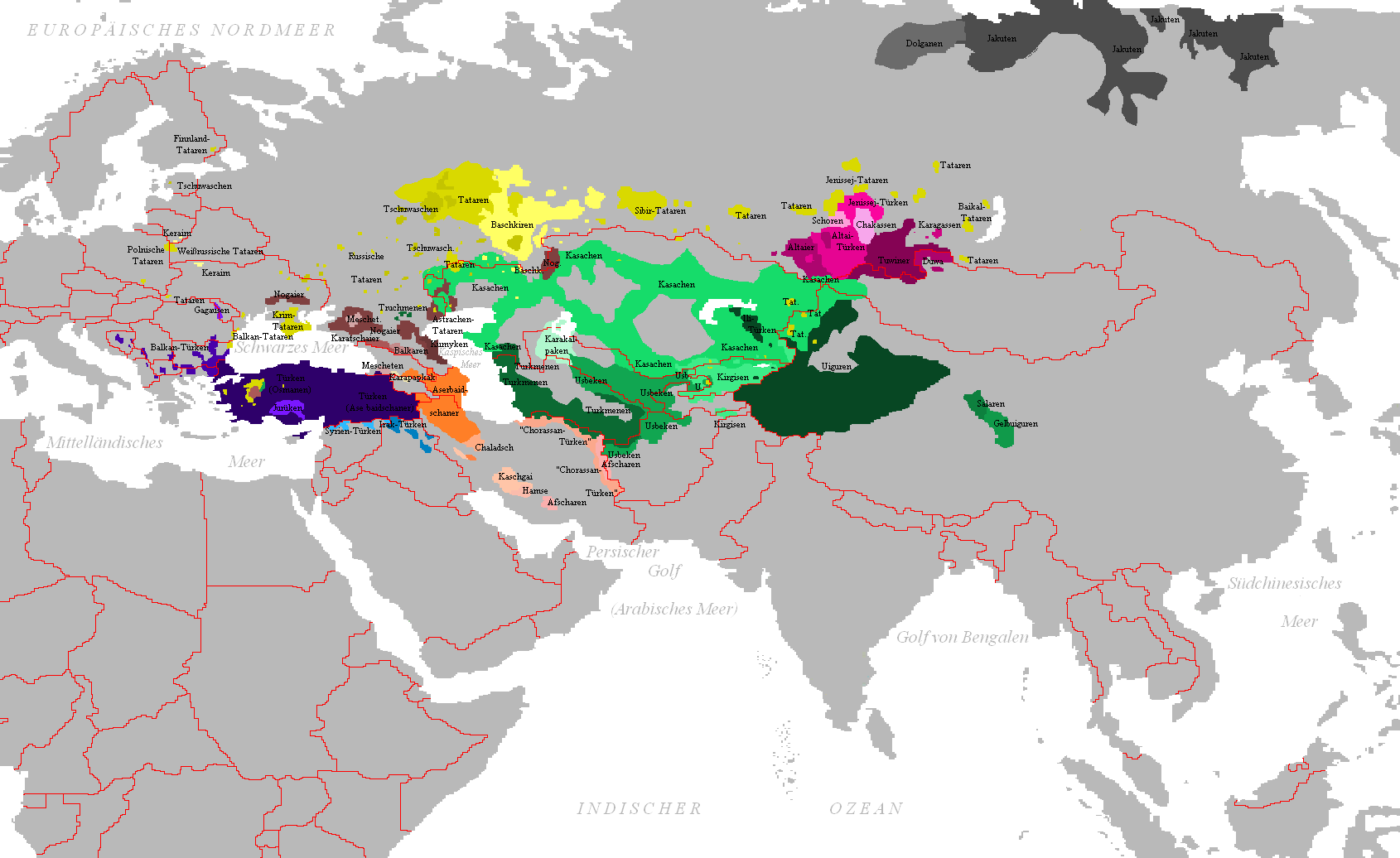
ユーラシアにおけるチュルク語族の分布

### チュルク語族
- オグズ語群：欧州においては、東トラキアや移民コミュニティーでは使われるトルコ語、北アゼルバイジャンや南ロシアのアゼルバイジャン語、ガガウズのガガウズ語が含まれる。
- キプチャク語群：欧州においては、主にクリミア半島で使われているカライム語、クリミア・タタール語、クリムチャク語や、タタールスタンで使われているタタール語、バシコルトスタンで使われるバシキール語、北コーカサスで使われるカラチャイ・バルカル語、北西カザフスタンで使われるカザフ語が含まれる。
- オグール語群：歴史的に東欧の先住民族の多くで話されていたが、現在ではチュヴァシで話されるチュヴァシ語以外は死語となっている。

ユーラシアにおけるウラル語族の分布

### ウラル語族
ウラル語族は北ユーラシアでの原語であり、フィン・ウゴル語派とサモエード語派に分類される。フィン・ウゴル語派にはバルト・フィン諸語があり、その中にはフィンランド語（約500万人）やエストニア語（約100万人）、マリ語（約60万人）を含み、サーミ語（約3万人）も近い。フィン・ウゴル語派のもう一派はウゴル諸語で、欧州でのその代表格はハンガリー語（約1,300万人）である。
サモエード語派では、ウラル山脈で仕切られる欧州の最北東にあるネネツで使われるネネツ語がある。

### その他の言語
- バスク語族（約75万人）：ピレネー山脈の西にあるバスク地方のバスク人で話されるバスク語を中心とした孤立した言語。
- 北コーカサス語族：コーカサスとトルコの北に位置する地域で使われる互いに関係していない2つの語族の総称。北東コーカサス語族（チェチェン語やアヴァル語など）と北西コーカサス語族（アブハズ語とアディゲ語、カバルド語など）の2つの系統が提唱されている。
- カルムイク語：カルムイクのカルムイク人が使用するモンゴル語族の言語。
- カルトヴェリ語族：南コーカサス語族とも呼ばれる。ジョージア国内で話されているグルジア語（約350万人）、メグレル語、スヴァン語、主にトルコで話されているラズ語の4つの言語から成る。
- マルタ語（約50万人）：マルタ島で話されるゲルマン語派とロマンス諸語の影響のあるセム語派の言語[1][2][3][4]。
- アラビア語キプロス方言：キプロスの消滅の危機に瀕する言語である。ほとんどの話者がニコシア居住のマロン派住民で、キプロス・マロン派アラビア語とも呼ばれる。

## 手話
ヨーロッパには数十の手話が存在し、最も普及している手話語族はフランス手話語族で、その言語はイベリア半島からバルカン、バルトに至る国々で見られる。手話・触知言語の正確な歴史的情報を得ることは難しく、数百年前のヨーロッパ各地に手話のコミュニティが存在したことを記した民俗史がある。イギリス手話語族とフランス手話語族は、おそらく最も古く、継続して話されている手話言語であることが確認されている。エスノローグによれば、ドイツ手話語族 と並んで、この3つは最も多くの手話話者を抱えているが、現代の手話人口について適切な統計を取っている機関は非常に少なく、正当なデータを見つけるのは困難である。

## 標準化の歴史

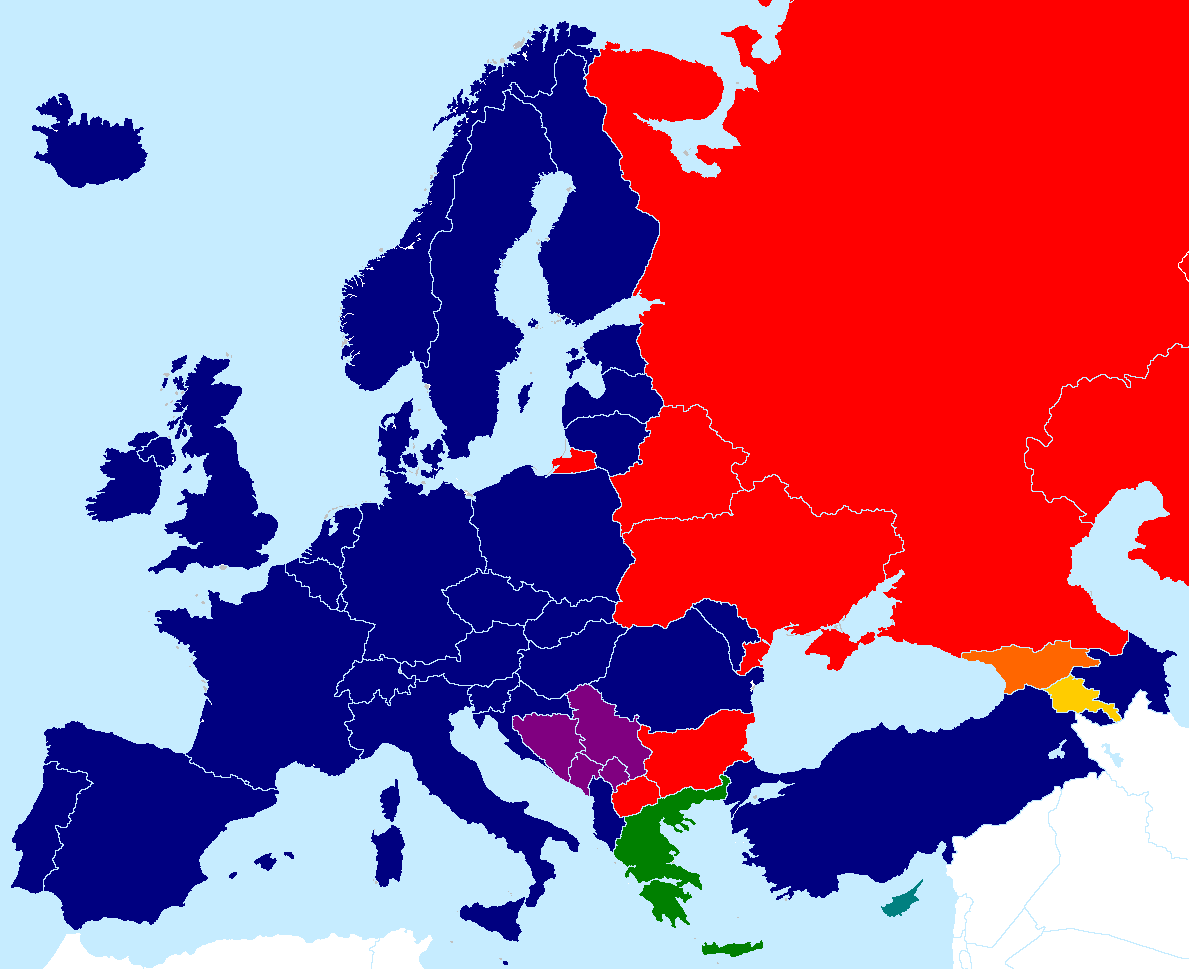
欧州で使用されている文字の分布:
ギリシア文字
ギリシア文字とラテン文字
ラテン文字
ラテン文字とキリル文字
キリル文字
グルジア文字
アルメニア文字

### 文字
ヨーロッパで使用されている文字は、主にラテン文字とキリル文字である。その他に、フェニキア文字を元に作られたギリシア文字、グルジア文字、アルメニア文字など地域によって使用されている。歴史的には、ギリシア文字を元に、古イタリア文字を経てラテン文字に変化したとされる。

### 欧州連合の言語
欧州連合は2021年現在、27カ国約4.5億人により構成されており、全欧州人口の6割を占める。欧州連合では「公用語・公式に使用する言語」として24言語を設定している。この設定では、域内で各国がこれらのどの指定言語でのコミュニケーションが保証されることと、公式文書が指定言語で発行されることである。
欧州連合と欧州評議会では、域内各国の教育においても多言語主義の推奨において協力することが確認されている。協定文書であるヨーロッパ言語共通参照枠（CEFR）は、コミュニケーションに必要な適格能力を定義し、教育者が教育プログラムの設計するための役立つ標準的なガイドラインである。